# Alberico Di Cecco
Alberico Di Cecco (Guardiagrele, 19 april 1974) is een Italiaanse marathonloper. Hij schreef verschillende marathons op zijn naam. Ook nam hij eenmaal deel aan de Olympische Spelen, maar won bij die gelegenheid geen medaille.

## Biografie

### Eerste successen
In 1996 maakte hij zijn marathondebuut. Zijn eerste overwinningen behaalde hij begin jaren 2000: Piacenza (2002), Turijn (2002) en Busseto (2003). Bij de marathon van Rome liep hij een snelle 2:08.53. In 2004 maakte hij zijn olympisch debuut bij de Olympische Spelen van Athene. Met een tijd van 2:14.34 eindigde hij op een negende plaats. In 2015 nam hij opnieuw deel aan de marathon van Rome. Ditmaal schreef hij de wedstrijd op zijn naam. Met een finishtijd van 2:08.02 verbeterde hij naast zijn persoonlijk record tevens het parcoursrecord.

### Schorsing
In 2008 werd hij door de CONI geschorst wegens het gebruik van verboden middelen. Bij de Italiaanse kampioenschappen die op 12 oktober 2008 werden gehouden werd bij hem het verboden middel EPO aangetroffen. Verschillende uitslagen van hem werden geschrapt, waaronder zijn olympische prestatie en hij kreeg een schorsing van twee jaar opgelegd.

### Ultra's
Vanaf 2011 begon hij zich ook toe te leggen op het ultralopen. Hij nam tweemaal deel aan het WK 100 km, waarbij zijn beste prestatie een zilveren medaille in 2012 is.
Hij is aangesloten bij C.S. Carabinieri.

## Persoonlijke records
| Onderdeel      | Prestatie | Datum         | Plaats |
| -------------- | --------- | ------------- | ------ |
| 10.000 m       | 28.48,51  | 17 juni 2000  | Carpi  |
| halve marathon | 1:01.55   | 1 april 2002  | Prato  |
| marathon       | 2:08.02   | 13 maart 2005 | Rome   |
| 100 km         | 6:28.48   | 28 mei 2011   | Faenza |

## Palmares

### 5000 m
- 2001:  Modena - 14.06,46

### 10.000 m
- 2001:  Rubiera Meeting - 28.54,9
- 2005: 5e Assoluto di Corsa su Pista Metri in Rubiera - 29.36,23
- 2008:  Campo Scuola Via della Chiusa in Rubiera - 29.30,07

### 10 km
- 2002:  Corrinfesta in San Daniele Del Friuli - 30.35
- 2008: 4e Trofeo Internacionale. Maria SS. Degli Ammalati in Misterbianco - 30.52

### halve marathon
- 1997: 23e halve marathon van Foligno - 1:05.59
- 1998: 4e halve marathon van San Bartolomeo in Bosco - 1:06.00
- 1998: 20e halve marathon van Foligno - 1:06.24
- 1999: 4e halve marathon van Pieve di Cento - 1:04.59
- 2000: 4e halve marathon van Ponte san Giovanni - 1:06.19
- 2000: 4e halve marathon van Ponte San Giovanni - 1:06.19
- 2001:  halve marathon van Ravenna - 1:03.24
- 2001: 21e halve marathon van Arezzo - 1:06.06
- 2001:  halve marathon van Vigarano Mainarda - 1:11.10
- 2002:  halve marathon van Prato - 1:01.55
- 2002: 16e halve marathon van Udine - 1:03.46
- 2004:  halve marathon van Centobuchi - 1:07.05
- 2004: 4e halve marathon van Villa Lagarina - 1:03.41
- 2004: 5e halve marathon van Cremona - 1:05.08
- 2005:  halve marathon van Ferrara - 1:03.50
- 2005: 10e halve marathon van Recanati - 1:06.37
- 2007:  halve marathon van Monteforte d'Alpone - 1:09.45,5
- 2007: 5e halve marathon van Cremona - 1:05.26
- 2008:  halve marathon van Monteforte d'Alpone - 1:11.33
- 2008:  halve marathon van Bassano del Grappa - 1:07.26
- 2013: 5e halve marathon van Porto d'Ascoli (Magi) - 1:09.39
- 2014: 5e halve marathon van Porto d'Ascoli (Magi) - 1:10.41
- 2014:  halve marathon van Altilia - 1:09.57
- 2016:  halve marathon van Barletta - 1:11.10
- 2016: 5e halve marathon van Civitanova Marche - 1:10.15

### marathon
- 1996: 19e marathon van Carpi - 2:20.23
- 1997: 13e marathon van Avigliana - 2:16.24
- 1998:  marathon van Vigarano Mainarda - 2:16.55
- 1999: 11e marathon van Turijn - 2:15.26
- 1999:  marathon van Cesano Boscone - 2:14.48
- 2000: 31e marathon van Rome - 2:25.25
- 2000:  marathon van Carpi - 2:13.33
- 2001:  marathon van Rome - 2:12.43
- 2001: 17e WK in Edmonton - 2:20.44
- 2002:  marathon van Piacenza - 2:14.49
- 2002:  marathon van Turijn - 2:10.27
- 2002: 12e EK in München - 2:15.52
- 2003:  marathon van Busseto - 2:16.33
- 2003:  marathon van Rome - 2:08.53
- 2003: 22e WK in Parijs - 2:13.36
- 2003: 5e marathon van New York - 2:11.40
- 2004: 6e marathon van Treviso - 2:14.26
- 2004:  marathon van Turijn - 2:09.29
- 2004: 9e OS in Athene - 2:14.34
- 2005: DNF WK in Helsinki
- 2005:  marathon van Ragusa - 2:22.21
- 2005:  marathon van Rome - 2:08.02
- 2005: 6e marathon van New York - 2:11.33
- 2006:  marathon van Piacenza - 2:19.57
- 2006:  marathon van Venetië - 2:10.21
- 2007:  marathon van Syracuse - 2:22.58,0
- 2007:  marathon van Padova - 2:10.39,5
- 2007: 4e marathon van Egna - 2:22.11
- 2007:  marathon van Florence - 2:13.52
- 2008:  marathon van Padova - 2:13.09,7
- 2008: 5e marathon van Carpi - 2:13.16
- 2012:  marathon van Syracuse - 2:28.40
- 2012:  marathon van Russi - 2:25.29
- 2012:  marathon van Cagnano Varano - 2:38.30
- 2013: 5e marathon van Miami - 2:28.40
- 2013:  marathon van Terni - 2:24.13
- 2013:  marathon van Martinsicuro - 2:27.06
- 2013:  marathon van Cagnano Varano - 2:40.20
- 2013:  marathon van Sannicandro Garganico - 2:43.04
- 2014:  marathon van Foggia - 2:37.02
- 2014: 5e marathon van Treviso - 2:25.08
- 2014:  marathon van Sannicandro - 2:42.32
- 2015: 5e marathon van Martinsicuro - 2:28.07
- 2015:  marathon van Palermo - 2:42.55
- 2015: 4e marathon van Borgo San Lorenzo - 2:45.43
- 2015:  marathon van Rieti - 2:41.17
- 2015:  marathon van Sorrento - 2:35.32
- 2016:  marathon van Banzi - 2:50.57
- 2016:  marathon van Palermo - 2:44.40

### 50 km
- 2011:  Pistoia-Abetone - 3:36.36
- 2012:  Pistoia-Abetone - 3:35.21,1
- 2013: 4e Pistoia-Abetone - 3:38.10
- 2014:  Gargano in Cagnano Varano - 3:20.49
- 2014:  Pistoia-Abetone - 3:37.03
- 2015: 4e Pistoia-Abetone - 3:42.56
- 2016:  Seregno - 3:05.33

### 100 km
- 2011:  Del Passatore in Faenza - 6:28.48
- 2012:  WK in Seregno - 6:40.32
- 2014:  Seregno - 6:47.43
- 2014: 8e WK in Doha - 6:51.14